# Колышки (Лидский район)
Колышки (бел. Ко́лышкі) — деревня в Лидском районе Гродненской области Беларуси. Входит в состав Дворищанского сельсовета.

## География
Пролегает дорога Р-89.
Ближайшие населённые пункты Довкни, Лида, Малейковщизна, Спорковщизна и др.
Недалеко расположен карьер Колышки.

### Гидрография
Рядом протекает река Лидейка.

## История
С 1904 года в Лидской волости Лидского уезда Виленской губернии Российской империи.
До 1978 года деревня входила в состав Дубровенского сельсовета, до 21 февраля 2023 года — в состав Круповского сельсовета.

## Население

### Численность
- 2019 год — 9 жителей

### Динамика
- 1999 год — 18 жителей (перепись населения)
- 2009 год — 13 жителей (перепись населения)[2]
- 2019 год — 9 жителей (перепись населения)